# Bactrocera aneuvittata
Bactrocera aneuvittata är en tvåvingeart som först beskrevs av Drew 1971.  Bactrocera aneuvittata ingår i släktet Bactrocera och familjen borrflugor.
Artens utbredningsområde är Nya Kaledonien. Inga underarter finns listade.